# 二十七角形

正二十七角形

二十七角形（にじゅうしちかくけい、にじゅうななかっけい、icosiheptagon）は、多角形の一つで、27本の辺と27個の頂点を持つ図形である。内角の和は4500°、対角線の本数は324本である。

## 正二十七角形
正二十七角形においては、中心角と外角は13.333…°で、内角は166.666…°となる。一辺の長さが a の正二十七角形の面積 S は
{\displaystyle S={\frac {27}{4}}a^{2}\cot {\frac {\pi }{27}}\simeq 57.74994a^{2}}
{\displaystyle \cos(2\pi /27)}を平方根と立方根で表すことが可能であるが、三次方程式を2回解く必要である。
すると
{\displaystyle \cos {\frac {2\pi }{27}}=\cos {\frac {2\pi }{3\cdot 9}}={\frac {{\sqrt[{3}]{\sqrt[{3}]{\omega }}}+{\sqrt[{3}]{\sqrt[{3}]{\omega ^{2}}}}}{2}}={\frac {{\sqrt[{3}]{\sqrt[{3}]{\frac {-1+{\sqrt {3}}i}{2}}}}+{\sqrt[{3}]{\sqrt[{3}]{\frac {-1-{\sqrt {3}}i}{2}}}}}{2}}}

### 正二十七角形の作図
正二十七角形は定規とコンパスによる作図が不可能な図形である。
正二十七角形は折紙により作図可能である。